# Królewska Góra (Konstancin-Jeziorna)
Królewska Góra – część miasta Konstancina-Jeziorny (SIMC 0920752), w województwie mazowieckim, w powiecie piaseczyńskim. Leży w południowej, letniskowo-uzdrowiskowej części miasta. Od zachodu graniczy ze Skolimowem, od północy z Konstancinem, od wschodu z Cegielnią-Oborami, a od południa ze wsią Łyczyn.
Dawne letnisko, do 1924 w gminie Jeziorna w powiecie warszawskim. W 1924 roku weszła w skład gminy Skolimów-Konstancin. 20 października 1933 Królewska Góra utworzyła gromadę Królewska Góra w granicach gminy Skolimów-Konstancin, składającą się z samego letniska Królewska Góra.
Podczas II wojny światowej w Generalnym Gubernatorstwie, w dystrykcie warszawskim. W 1943 Królewska Góra liczyła 235 mieszkańców.
Od 1 lipca 1952 w powiecie piaseczyńskim. Tego samego dnia gminie Skolimów-Konstancin nadano ustrój miejski, przez co Królewska Góra stała się częścią miasta Skolimów-Konstancin. 1 stycznia 1969 Skolimów-Konstancin (z Królewską Górą) połączono z miastem Jeziorna (prawa miejskie od 1962) w nowy ośrodek miejski o nazwie Konstancin-Jeziorna.